# 奧卡萊夫卡河
53°01′41″N 19°38′35″E / 53.0281°N 19.6431°E
奧卡萊夫卡河是波蘭的河流，位於該國北部，處於庫亞維-波美拉尼亞省，河道全長15公里，流域面積111平方公里，河水用作灌溉農田、草地、牧場和森林。